# Tupigea maza
Tupigea maza är en spindelart som beskrevs av Huber 2000. Tupigea maza ingår i släktet Tupigea och familjen dallerspindlar. Inga underarter finns listade i Catalogue of Life.